# Rezerwat przyrody Żmudź
Żmudź – florystyczny rezerwat przyrody znajdujący się na terenie gminy Żmudź, w powiecie chełmskim, w województwie lubelskim.
- położenie geograficzne: Działy Grabowieckie[1] lub Obniżenie Dubieńskie
- powierzchnia (dane nadesłane z nadleśnictwa): 5,81 ha
- rok utworzenia: 1980
- dokument powołujący: Zarządzenie Ministra Leśnictwa i Przemysłu Drzewnego z 15 grudnia 1980 roku w sprawie uznania za rezerwat przyrody (MP nr 30, poz. 171).
- przedmiot ochrony (według aktu powołującego): zachowanie unikatowych form erozyjnych na stokach zbudowanych ze skał kredowych oraz stanowiska roślin kserotermicznych.